# Васильцівка
Васи́льцівка — село в Україні, у Дворічанській селищній громаді Куп'янського району Харківської області. Населення становить 52 осіб. До 2020 орган місцевого самоврядування — Рідкодубівська сільська рада.

## Географія
Село Васильцівка знаходиться за 3 км від річки Верхня Дворічна, на відстані 2 км розташовані села Рідкодуб і Путникове.

## Історія
1750 — дата заснування.
7 (20) листопада 1917 року, відповідно до.Третього Універсалу Української Центральної Ради, увійшло до складу Української Народної Республіки.
Під час організованого радянською владою Голодомору 1932—1933 років померло щонайменше 116 жителів села.
12 червня 2020 року, відповідно до Розпорядження Кабінету Міністрів України  № 725-р «Про визначення адміністративних центрів та затвердження територій територіальних громад Харківської області», увійшло до складу Дворічанської селищної громади.
19 липня 2020 року, в результаті адміністративно - територіальної реформи та ліквідації Дворічанського району, село увійшло до складу Куп'янського району Харківської області.
Село тимчасово окуповане російськими військами 24 лютого 2022 року.

## Економіка
- В селі є молочно-товарна ферма.